# Identitate (științe sociale)
Termenul identitate este un termen generic folosit în toate științele sociale pentru a descrie concepția și expresia individualității unei persoane, concepție și expresie care sunt determinate inclusiv de afilierile persoanei la diverse grupuri (ceea ce implică identitatea de grup: identitate culturală, națională, socială etc.). Termenul este folosit cu sensuri specifice în domenii de cunoaștere diferite precum psihologie, sociologie, psihologie socială etc. În geografie și în urbanism, termenul este folosit pentru a desemna identitatea de spațiu.
În sens psihologic, identitatea depinde în mod direct de o multitudine de elemente precum imaginea de sine (modelul mental a unei persoane despre ea însăși), stima de sine și individualitatea. O parte importantă a identității în sens psihologic este identitatea de gen, deoarece aceasta determină în mod semnificativ felul în care o persoană se vede pe sine însăși atât ca individ, cât și ca ființă socială. În psihologia cognitivă, termenul identitate se referă la capacitatea de introspecție a individului și la conștiința de sine.
În sociologie, termenul de "identitate" este pus în corelație cu conceptele de comportament și de rol social. Negocierea identității apare în urma procesului de învățare a rolurilor sociale prin intermediul experiențelor personale - în urma interacțiunii cu ceilalți membri ai societății, individul stabilește sensul identității sale, sens recunoscut și acceptat de ceilalți.
Psihologii folosesc cel mai adesea termenul de "identitate" pentru a desemna unicitatea unui individ în funcție de idiosincrasiile sale. În schimb, sociologii adesea folosesc termenul de "identitate" în sensul de identitate socială, ceea ce implică trăsăturile de grup care îl definesc pe individ. Cu toate acestea, în momentul analizei identității unei persoane, fiecare dintre discipline poate folosi oricare dintre sensurile conceptului în funcție de necesități.

## În psihologie
Erik Erikson a fost unul dintre primii psihologi care s-au interesat în mod explicit de problema identității. Schema eriksoniană se bazează pe o distincție între identitatea Eului (sensul psihologic al continuității), identitatea personală (idiosincrasiile personale care deosebesc un individ de semenul său) și identitatea socială și culturală (ansamblul de roluri sociale pe care o persoană le poate juca).
În buna tradiție psihodinamică, lucrările lui Erikson își propuneau să investigheze procesul de formare a identității de-a lungul unei întregi vieți. De exemplu, dezvoltarea progresivă a unei puternice identități a Eului poate fi cartografiată ca o serie de stadii în care identitatea este formată ca răspuns la niște încercări din ce în ce mai grele și mai complicate. Potrivit unor anumite interpretări ale lui Erikson, dezvoltarea unei puternice identități a Eului în paralel cu o integrare solidă într-o societate și o cultură cu un nivel redus de fluctuații duc la o accentuare a sentimentului de identitate în general. În corolar, o deficiență a oricăruia dintre acești factori poate crește șansele de apariție a unei crize de identitate sau a unei confuzii.
Deși sinele este distinct de identitate, bibliografia psihologiei sinelui poate oferi o imagine a felului în care identitatea este menținută. Din punctul de vedere al psihologiei sinelui există două zone de interes: procesul prin care un sine este format ("Eul") și conținutul propriu-zis al schemei care formează conceptul de sine ("Eu însumi / însămi"). În cel din urmă domeniu, teoreticienii s-au arătat interesați de relaționarea conceptului de sine cu stima de sine, de diferențele dintre modalitățile complexe și simple de organizare a cunoașterii de sine, și de legăturile dintre aceste principii organizatorice și procesarea informației.
Paradigma "Neo-Eriksoniană" a status-ului identitar a apărut la sfârșitul secolului XX, în special în urma eforturilor lui James Marcia. Această paradigmă se concentrează pe conceptele gemene de explorare și de asumare. Ideea centrală este că sensul identității oricărui individ este determinat într-o mare măsură de explorările și de asumările pe care individul le face în privința unor anumite trăsături personale și sociale. Pe cale de consecință, majoritatea cercetărilor din această paradigmă sunt concentrate pe investigarea nivelului până la care o persoană a făcut anumite explorări și a nivelului până la care persoana respectivă arată disponibilitatea de a-și asuma respectivele explorări.
O persoană poate face dovadă fie de relativă slăbiciune, fie de relativă forță în privința explorărilor și a asumărilor. O tentativă de împărțire în categorii duce la patru posibile permutații: identitate difuză, identitate prescrisă, identitate în moratoriu și identitate îndeplinită. Putem vorbi de identitate difuză în cazul în care unei persoane îi lipsește atât experiența explorării vieții, cât și interesul de a-și asuma până și acele roluri pe care le ocupă fără a le fi ales. Putem vorbi de identitate prescrisă când o persoană nu a făcut alegeri multe și variate în trecut, dar în privința viitorului pare dornică să accepte și să-și asume valori, scopuri sau roluri clare. Putem vorbi de identitate în moratoriu atunci când o persoană dă dovadă de nestatornicie și de nehotărâre, fiind gata să facă alegeri dar fiind incapabilă de a le asuma punându-le în practică. Identitatea asumată este aceea care presupune că o persoană își alege identitatea și își asumă alegerea.

## În psihologie socială
Într-un sens general, psihologia sinelui investighează relația dintre sinele personal și mediul social. În măsura în care aceste teorii se plasează în tradiția psihologiei sociale "psihologice", ele au în vedere explicarea acțiunilor unui individ în cadrul unui grup în termeni de evenimente mentale și de stări. În același timp, anumite teorii din perspectiva psihologiei sociale "sociologice" merg mai departe încercând să abordeze problematica identității atât la nivelul cogniției individuale, cât și la nivelul comportamentului colectiv.
Întrebarea "ce fundamente psihologice îl determină pe individ să adopte identități de grup" rămâne deschisă. Mulți oameni câștigă stimă de sine datorită grupurilor care le conferă identitate, ceea ce antrenează în plus un sentiment de comunitate și de apartenență. O altă problemă pe care cercetătorii au încercat să o abordeze este aceea de a înțelege de ce oamenii se implică în acte de discriminare, adică de ce au tendința de a-i favoriza pe cei pe care îi consideră ca făcând parte din intra-grup în detrimentul celor considerați ca fiind extra-grup, "străini" din afara grupului. Ambelor probleme li sa dat o deosebită atenție în teoria identității sociale a lui Henri Tajfel și a lui John C. Turner. Teoria lor se axează în special pe rolul autocategorizării și încearcă să arate în ce fel un banal sentiment de diferență îi poate determina pe oameni să acționeze într-un mod discriminatoriu. Mai mult, teoria identității sociale arată că însăși activitatea cognitivă de distingere între intra- și extra-grupuri poate duce la efecte subtile în evaluările pe care oamenii le fac despre ceilalți.
Situații sociale diferite îi obligă de asemenea pe oameni să se atașeze de niște identități individuale diferite, ceea ce îi poate determina pe unii să se simtă marginalizați, oscilând astfel între diferite identificări de grup și identificări individuale. Aceste concepții diferite despre sine însuși duc la construcții imagistice dihotomizate între ceea ce individul dorește să fie (sinele ideal) și ceea ce văd ceilalți în el (sinele limitat). În acest sens, parcursul educațional, statutul ocupațional și rolurile sociale influențează în mod semnificativ formarea identității.
Un alt centru de interes al psihologiei sociale este existența unor anumite strategii de formare a identității pe care individul le poate folosi pentru a se adapta lumii sociale. James E. Cote și Charles Levine au dezvoltat o tipologie care investighează potențialele diferențe de comportament ale indivizilor. Tipologia lor include:
|                         | Simptome psihologice                                                                    | Simptome ale personalității                                                  | Simptome sociale                                                                                                |
| Schimnicul (Refuser)    | Dezvoltă blocaje cognitive care împiedică adoptarea rolurilor și a schemelor de adult   | Are un comportament copilăros                                                | Manifestă o acută dependență față de ceilalți, fără a se implica substanțial în comunitatea adulților           |
| Rătăcitorul (Drifter )  | Posedă resurse psihologice mai importante decât Schimnicul (i.e., inteligență, carismă) | Este apatic în privința folosirii resurselor psihologice                     | Nu se implică substanțial în comunitatea adulților și nu îi respectă normele                                    |
| Căutătorul (Searcher)   | Are un sentiment de insatisfacție datorat marilor pretenții personale și sociale        | Privește cu dispreț imperfecțiunile comunității                              | Interacționează într-o oarecare măsură cu unele modele sociale, dar în cele din urmă abandonează aceste relații |
| Păzitorul (Guardian)    | Posedă valori și atitudini personale clare, dar și o adâncă frică de schimbare          | Identitatea personală este aproape sufocată de identitatea socială           | Are o identitate socială foarte rigidă și se identifică puternic cu comunități adulte                           |
| Cunoscătorul (Resolver) | Dorește în mod conștient dezvoltarea personală                                          | Își acceptă talentele și competențele personale și le folosește în mod activ | Este deschis comunităților care prezintă condiții favorabile pentru dezvoltarea personală                       |

Kenneth Gergen a formulat clasificări suplimentare, care includ manipulatorul strategic, personalitatea pastișă și sinele relațional. Manipulatorul strategic este o persoană care începe să privească toate accepțiunile identității ca pure exerciții de rol și care, pe cale de consecință, treptat ajunge alienat de "sinele" său social. Văzând interacțiunile sociale ca oportunități de a se contopi cu rolul, personalitatea pastișă abandonează orice aspirație la o identitate adevărată sau "esențială" și devine astfel rolurile pe care le joacă. În sfârșit, sinele relațional este o perspectivă potrivit căreia indivizii își abandonează orice formă de sine exclusiv, văzând în schimb orice tip de identitate în termeni de interacțiune socială cu ceilalți. Pentru Gergen, aceste strategii se succed una pe alta în faze și se află într-un raport de cauzalitate cu creșterea popularității culturii postmoderne și cu avântul tehnologic al telecomunicației.

## În antropologie și în sociologie
Cel mai adesea sociologii au folosit termenul de "identitate" pentru a desemna o idee de sine într-un sens Eriksonian larg: proprietăți bazate pe unicitate și individualitate care face ca o persoană să fie distinctă de celelalte. Problema identității a stârnit interesul antropologilor în anii '70, odată cu apariția sensibilității moderne la etnicitate și la mișcări sociale. Acest interes a fost consolidat, în urma noilor dezvoltări ale interpretării sociologice, de reconsiderarea felului în care individul este influențat de contextul social global și a felului în care individul contribuie la acest context. În același timp, concepția Eriksoniană a identității a rămas în vigoare, cu rezultatul că termenul de "identitate" a continuat până de curând să fie folosit într-o accepție socio-istorică pentru ca, atunci când se pune problema legăturilor unei persoane cu ceilalți în general și cu un anumit grup de oameni în particular, a se face referiri la calități de profundă asemănare și de uniformitate a persoanelor.
Metoda ambiguă și derutantă a studiului identității a dus la interpretări mai degrabă restrictive ale conceptului, în funcție de două tendințe mai mult sau mai puțin opuse. Prima tendință favorizează o accepție primordialistă potrivit căreia sinele și apartenența la un grup sunt lucruri imuabile, definite de criterii obiective precum  caracteristici biologice comune și predecesori comuni. A doua tendință, înrădăcinată în teoria construcționismului social, este aceea de a considera că identitatea este formată de alegeri predominant tactice a unor anumite Astfel, această tendință pune sub semnul întrebării ideea potrivit căreia identitatea este un dat natural, caracterizat de criterii imuabile și presupus obiective. Ambele accepții ale identității trebuie să fie înțelese în contextele lor istorice și politice respective, contexte caracterizate de dezbateri pe probleme de clasă, rasă și etnicitate. Deși ambele au fost supuse criticilor, aceste accepții continuă să exercite influență asupra conceptualizărilor identității.
Aceste diferite explorări ale ‘identității’ demonstrează cât este de dificil să delimitezi și să clarifici un concept. Cum identitatea este un lucru virtual, este imposibil să fie definită în mod empiric. Studiile asupra identității folosesc termenul cu diferite înțelesuri, de la asemănare fundamentală, fermă și constantă, la fluiditate, contingență, negociere și așa mai departe. Brubaker și Cooper observă la mulți cercetători o tendință de a confunda termenul 'identitate' folosit pentru a desemna o 'categorie de practici' cu termenul 'identitate' folosit pentru a desemna o 'categorie de analize'. Într-adevăr, în loc să țină cont de mecanismele prin care conceptul de "identitate" se cristalizează ca realitate, mulți cercetători dovedesc o tendință de a-și urma propriile preconcepții în privința identității, într-un cadru mai mult sau mai puțin strict al accepțiilor discutate mai sus. În acest context, anumiți cercetători, precum Brubaker și Cooper, au sugerat să se renunțe complet la utilizarea conceptului. Pe de altă parte, alții au căutat să introducă niște concepte alternative în încercarea de a captura dinamica și fluiditatea calităților expresiei sinelui ființei sociale numită om. Stuart Hall, de exemplu, sugerează că ar fi oportună tratarea identității ca un proces, astfel încât să poată surprinde realitatea experiențelor sociale diverse și mereu schimbătoare  ·   Unii cercetători au introdus ideea de identificare, potrivit căreia identitatea este constituită din diverse componente care sunt ‘identificate’ și interpretate de către indivizi. Construcția unei accepțiuni individuale a sinelui este înfăptuită prin alegerea personală a indivizilor și a valorilor cu care individul se asociază. Astfel de accepții ale identității sunt eliberatoare deoarece recunosc rolul individului în interacțiunea socială și în construcția identității.
Antropologii au contribuit la dezbatere deplasând centrul de interes al cercetării: una dintre primele provocări pentru cercetătorul dornic de a întreprinde o cercetare empirică în acest domeniu este identificarea metodelor analitice potrivite. Conceptul de "limită" este folositor în acest context pentru a demonstra felul în care funcționează identitatea. Așa cum Barth, în cercetările sale asupra etnicității, susținea că centrul de interes al investigației este reprezentat de „limita etnică de definește grupul mai degrabă decât materia culturală pe care o cuprinde”, antropologi precum Cohen și Bray au mutat centrul de interes al studiului analitic de la 'identitate' la limitele care sunt folosite în scopul realizării identificării  ·  . Dacă identitatea este un fel de spațiu virtual în care procesele dinamice și semnele folosite pentru identificare sunt făcute vizibile, limitele furnizează cadrul în care acest spațiu virtual este construit. Cohen și Bray s-au concentrat asupra felului în care ideea de apartenență la o comunitate este construită în mod diferit de către membrii individuali ai comunității, precum și asupra felului în care indivizii care formează un grup concep limitele etnice.
În calitate de metodă analitică nerestrictivă și flexibilă, conceptul de 'limită' ajută atât la cartografierea, cât și la definirea schimbării și a mutabilității caracteristice felului în care oamenii își percep și își trăiesc experiența sinelui în societate. În vreme ce identitatea este un 'lucru' volatil, flexibil și abstract, manifestările ei și felul în care este trăită și asumată de individ sunt deschise vederii. Identitatea este evidențiată prin intermediul unor semne precum limba, vestimentația, comportamentul și alegerea spațiului, semne a căror efecte depind de recunoașterea lor de către alte ființe sociale. Semnele ajută la crearea limitelor care stabilesc similarități sau diferențe între cel ce afișează semnul și cel ce percepe semnul, iar eficiența semnelor depinde de înțelegerea împărtășită a sensului lor. Într-un context social, neînțelegerile pot surveni datorită unei interpretări eronate a semnificației unor anumite semne. În mod analog, un individ poate folosi semne ale identității pentru a exercita o influență asupra altor oameni fără a îndeplini în mod necesar toate criteriile pe care un observator extern le-ar putea asocia în mod obișnuit cu identitate abstractă.
Limitele pot fi inclusive sau exclusive în funcție de felul în care sunt percepute de alți oameni. De exemplu, o limită exclusivă se ridică atunci când o persoană adoptă un semn care impune restricții comportamentelor celorlalți. Dimpotrivă, limită inclusivă est creată prin folosirea unui semn cu care alți oameni sunt capabili și pregătiți să se asocieze. Cu toate acestea, o limită inclusivă va impune în același timp restricții oamenilor pe care îi include interzicându-le încadrarea în alte limite. Un exemplu al funcționării limitelor îl constituie folosirea unei anumite limbi de către un nou venit într-o încăpere plină de oameni care vorbesc diverse limbi. Unii oameni pot înțelege limba folosită de noul venit, alții nu. Cei care nu înțeleg limba, ar putea interpreta alegerea noului venit de a vorbi respectiva limbă drept un semn neutru al identității individului. Dar ar putea de asemenea să perceapă alegerea noului venit drept o impunere a unei limite exclusive menite să îi excludă din cercul social al noului venit. Pe de altă parte, cei care înțeleg limba vorbită de noul venit ar putea să-i interpreteze alegerea drept limită inclusive, prin intermediul căreia noul venit se asociază cu ei și îi exclude pe ceilalți oaeni prezenți. Însă, este posibil ca oamenii care înțeleg limba vorbită de noul venit și care vorbesc și o altă limbă să refuze să vorbească limba aleasă de noul venit deoarece îi interpretează alegerea drept o impunere negativă și nepotrivită. Este posibil ca noul venit să fie sau să nu fie conștient de toate acestea, în funcție de diverși factori: noul venit cunoaște sau nu alte limbi, este sau nu conștient de faptul că în încăpere sunt poligloți, manifestă sau nu respect față de cei prezenți etc.

## În filozofie
Filozofii au reflectat la rândul lor asupra conceptului de identitate și, în multe feluri, reflecția filozofică asupra identității a precedat reflecția psihologică. Discursul filozofic asupra identității începe cu Descartes. Principiul lui faimos „[eu] mă îndoiesc, deci [eu] cuget, deci [eu] exist” i-a determinat pe mulți să se întrebe ce este acest „eu” și dacă se poate ajunge la o definire a „eu-lui” pornind de la îndoială.
Hegel respinge filozofia carteziană, presupunând că noi nu ne îndoim întotdeauna și că nu suntem întotdeauna conștienți. În faimoasa lui dialectică stăpân - sclav, Hegel încearcă să arate că spiritul / mintea (Geist) devine conștiință numai atunci când întâlnește un alt spirit / minte. Un Geist tinde să-l controleze pe celălalt deoarece până în acel moment nu a întâlnit decât unelte pentru propriul folos. Urmează o luptă pentru dominație, care duce la stăpânire și la sclavie.
Nietzsche, care în anumite sensuri a fost influențat e Hegel și care l-a respins în alte sensuri, propune în Știința veselă respingerea "atomismului sufletului". Nietzsche a presupus că sufletul este o interacțiune de forțe, ceva supus continuei schimbări, foarte îndepărtat de sufletul nemuritor afirmat de Descartes și de tradiția creștină. Din multe puncte de vedere, "construcția sufletului" nietzscheană se aseamănă cu constructivismul social modern.
Pe urmele lui Nietzsche, Martin Heidegger a reflectat la problema identității. Pentru Heidegger, oamenii își formează cu adevărat o identitate doar după ce se confruntă cu moartea. Moartea permite oamenilor să aleagă dintre sensurile construite social în lumea lor și să își îmbine o identitate finită din infinitatea sensurilor. Pentru Heidegger, cei mai mulți oameni nu pot scăpa de "ei", de o identitate construită social a "felului în care omul trebuie să fie", creată în mare măsură într-o încercare de a scăpa de moarte prin ambiguitate.
Paul Ricoeur a introdus distincția dintre identitatea 'ipse' (sine însuși / însăși, ‘cine sunt eu?’) și identitatea 'idem' (același / aceeași, o perspectivă a unui terț care obiectivează identitatea).

## Implicații
Implicațiile definirii conceptului sunt multiple deoarece lentila "identității" este folosită masiv în analiza fenomenelor în diverse câmpuri și domenii de cercetare cu tradiție. Pe lângă problema definirii conceptului, problema identității și a construcției identității este o componentă esențială a existenței sociale din timpul istoric care ne este propriu. În ce privește apariția acestor probleme, este de menționat faptul că ideea potrivit căreia un individ are o unică identitate s-a dezvoltat relativ recent în istorie. Factorii care au influențat importanța acordată identității sunt variați și pot include:
- accentul pus în doctrina protestantă pe responsabilitatea individuală în salvarea propriului suflet;
- diviziunea muncii și specializarea rolurilor în societatea industrială (spre deosebire, de exemplu, de rolurile nediferențiate ale țăranilor în sistemul feudal);
- dezvoltarea unui sentiment al existenței private;
- apariția și dezvoltarea psihologiei ca nou și distinct câmp de cunoaștere și de analiză;
- urbanizarea care a dus la generalizarea muncii remunerate
- schimbarea structurii familiei și a obiceiurilor sexuale

### Identitate și muncă
Poziția centrală ocupată de identitate poate fi observată cu ușurință, de exemplu, la nivelul organizării și a categorizării ocupațiilor: identitatea și construcția identității devin foarte provocatoare în ocupațiile stigmatizate  ·  . Într-un articol recent, Tracy și Trethewey afirmă că “indivizii gravitează înspre și se îndepărtează de anumite ocupații în parte în funcție de măsura în care își pot valida un «sine organizațional preferat»”. Anumite ocupații sunt conotate cu anumite stigmate sau cu anumite onoruri, iar în procesul prin care individul ajunge să justifice sau să valorizeze anumite alegeri ocupaționale este implicată, pe lângă satisfacția de la locul de muncă și calitatea generală a vieții, și nevoia de a găsi mijloacele pentru a-și croi o identitate cu care individul să poată trăi.

### Schimbări de identitate
Centralitatea problematicii identitare în existența socială din zilele noastre este accentuată și de schimbările sau de transformările identitare. Acestea se pot produce la niveluri foarte diferite ale vieții sociale, de la schimbări radicale ale carierei la transformări ale identității de gen și la mutații ale identității naționale.